# Bánffy István (hadvezér)

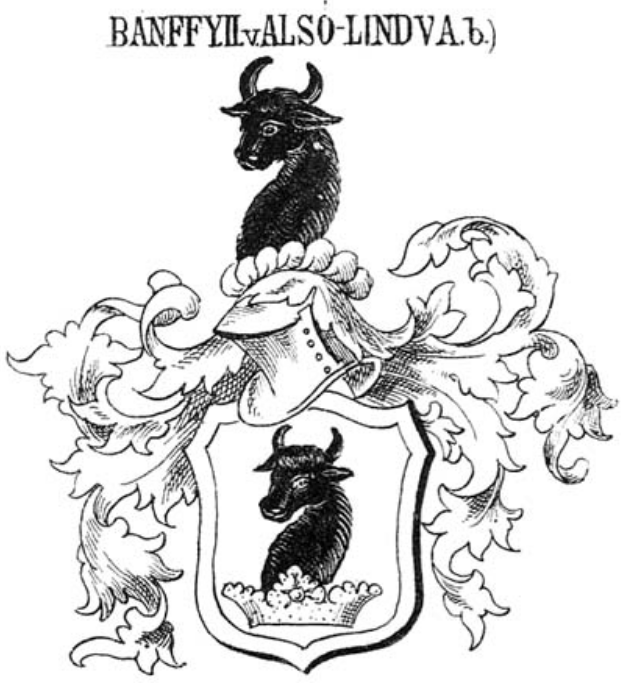
Az alsólendvai Bánffy család címere

Alsólendvai Bánffy István (eredetileg: Bánfi;fl. 1411–†Rigomező, 1448. október 17.), hadvezér, nagybirtokos.

## Élete
Az ősrégi Zala vármegyei főnemesi Hahót nemzetségbeli alsólendvai Bánffy családnak a sarja. Apja alsólendvai Bánffy István (fl. 1377-1416), nagybirtokos. Az apai nagyszülei alsólendvai Bánffy II. János (fl. 1366-1396), aki 1366 és 1372 között Varasd megye főispánja, 1381 és 1385 között Szlavónia bánja, majd 1386 és 1387 között macsói bán volt, valamint felsőlindvai Széchy Miklós nádornak a lánya voltak. Dédapja Hahót nembeli Lendvai Miklós, aki 1343 és 1346 között, majd 1353 és 1356 között horvát-dalmát bán volt. Fivére alsólendvai Bánffy Pál (fl. 1416-1471), ajtónállómester, 1453-ban zalai főispán volt.
Korán árván maradt fivérével Bánffy Pállal (a későbbi ajtónállómesterrel); anyjuk Kompolti Erzsébet hamarosan újra ment férjhez. Ekkor mostohaatyjuknak, Blagay Lászlónak felügyelete alatt nevelkedtek. 1433-ban luxemburgi Zsigmond királyt elkísérte Rómába császári, koronázásra. Hosszú időt töltött a szentvárosban. Ez alkalommal nemcsak magának szerzett különféle kiváltságokat a Szentszéktől, hanem kegyúri templomai részére is, így a szemenyei Boldogságos Szűz, a tornyiszentmiklósi és a bánokszentgyörgyi plébániatemplomok részére búcsúkat. István többnyire katonáskodott, több hadjáratban részt vett, 1439-ben is ott, volt Albert király titeli táborában, ahol ki is tüntette magát. Hunyadi Jánoshoz még éppen meleg barátság fűzte. Nem is maradt el egyetlen hadjáratból sem; életét is ott végezte a csata téren; 1448. október 17-én hunyt el a rigomezei csatában.

## Házassága és leszármazottjai

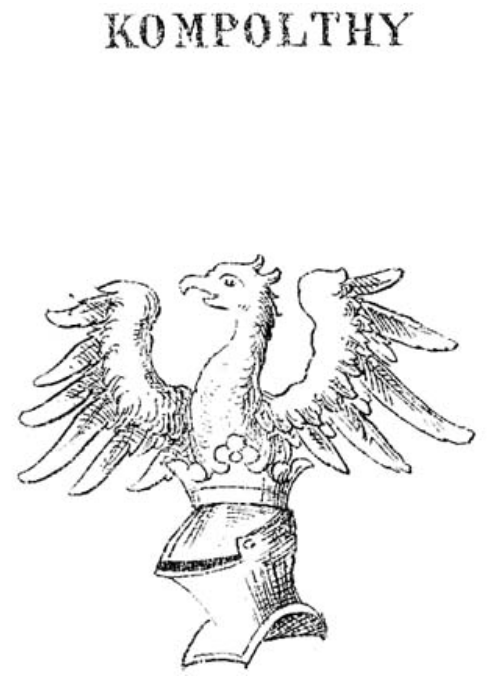
A Kompolthy család címere (sisakdísze)

Bánffy István kétszer nősült: az első nejétől, Orsolya asszony, akinek a vezetéknevét nem ismerjük; tőle származott a fia:
- Bánffy Jakab (fl. 1453–1500), nagybirtokos, hadvezér. Felesége: felsőlendvai Széchy Katalin.

Bánffy Istvánnak a második neje az Aba nemzetségbeli nánai és visontai Kompolthy Erzsébet (fl. 1452–1458), akinek a szülei nánai és visontai Kompolti István (fl. 1380–1425), országbíró 1423 és 1425 között, valamint Tarkői Erzsébet (fl. 1409–1424) voltak. Az anyai nagyapja Tarkeői Henrik (fl. 1342–1378) Sáros vármegye főispánja, nagybirtokos és az Aba nemzetségbeli Idai Anna (fl. 1360–1409) voltak. Bánffy István és Kompolthy Erzsébet frigyéből származott:
- Bánffy Dorottya, Kanizsai Imréné.
- Bánffy Miklós (fl. 1453-1501), ajtónállómester, Pozsony megye főispánja. Felesége: herceg Sagani Margit (fl. 1500–1502).